# Jackson (Minnesota)
Jackson é uma cidade localizada no estado americano de Minnesota, no Condado de Jackson.

## Demografia
Segundo o censo americano de 2000, a sua população era de 3501 habitantes.
Em 2006, foi estimada uma população de 3436, um decréscimo de 65 (-1.9%).

## Geografia
De acordo com o United States Census Bureau tem uma área de
10,3 km², dos quais 9,8 km² cobertos por terra e 0,5 km² cobertos por água. Jackson localiza-se a aproximadamente 423 m acima do nível do mar.

## Localidades na vizinhança
O diagrama seguinte representa as localidades num raio de 24 km ao redor de Jackson.